# Wojciech Panorama
Das Wojciech Panorama (englisch; polnisch Panorama Wojciecha) ist eine Gruppe von bis zu 52 m hohen Hügeln an der Knox-Küste des ostantarktischen Wilkeslands. In den Bunger Hills ragen sie am Südufer des Algae Lake auf und bieten eine imposante Aussicht auf die umgebende Landschaft.
Polnische Wissenschaftler benannten sie 1985 nach dem polnischen Geodäten Wojciech Krzemiński (1926–1981), Leiter zweier polnischer Antarktisexpeditionen (1958–1959 und 1978–1979).